# ألان لاد الابن
ألان لاد الابن (بالإنجليزية: Alan Ladd, Jr.) هو منتج أفلام أمريكي، ولد في 22 أكتوبر 1937 في لوس أنجلوس في الولايات المتحدة.

## وصلات خارجية
- ألان لاد الابن على موقع IMDb (الإنجليزية)
- ألان لاد الابن على موقع قاعدة بيانات الفيلم (الإنجليزية)